# Îles Welcome
Pour les articles homonymes, voir Welcome.
Les îles Welcome (anglais : Welcome Islands, espagnol : Islas Bienvenido) sont un petit archipel rocheux au nord de l'île principale de la Géorgie du Sud-et-les îles Sandwich du Sud et à l'est de l'île Bird.